# کوسیگویینا
کوسیگویینا (به لاتین: Cosigüina) یک کوه در نیکاراگوئه است. کوسیگویینا ۸۷۲ متر بالاتر از سطح دریا واقع شده‌است.